# Ludovica Cavalli
Ludovica Cavalli (* 20. Dezember 2000 in Genua) ist eine italienische Leichtathletin, die sich auf den Mittelstreckenlauf spezialisiert hat. Sie ist mit dem italienischen Mittelstreckenläufer Pietro Arese liiert.

## Sportliche Laufbahn
Erste internationale Erfahrungen sammelte Ludovica Cavalli im Jahr 2017, als sie bei den U20-Europameisterschaften in Grosseto mit 10:48,28 min im Vorlauf über 3000 m Hindernis ausschied. Im Dezember gelangte sie bei den Crosslauf-Europameisterschaften in Šamorín nach 15:02 min auf Rang 54 im U20-Rennen. Im Jahr darauf verpasste sie bei den U20-Weltmeisterschaften in Tampere mit 10:24,41 min den Finaleinzug im Hindernislauf und wurde dann bei den Crosslauf-Europameisterschaften in Tilburg in 14:23 min 22. im U20-Rennen. 2019 belegte sie bei den U20-Europameisterschaften in Borås in 10:25,00 min den sechsten Platz über 3000 m Hindernis und bei den Crosslauf-Europameisterschaften in Lissabon wurde sie in 14:51 min 15. im U20-Rennen und sicherte sich in der Teamwertung die Silbermedaille. 2021 startete sie im 3000-Meter-Lauf bei den Halleneuropameisterschaften in Toruń und schied dort mit 9:14,85 min in der Vorrunde aus. Im Juli klassierte sie sich bei den U23-Europameisterschaften in Tallinn mit 4:24,90 min auf Rang zwölf über 1500 Meter und bei den Crosslauf-Europameisterschaften in Dublin gelangte sie mit 22:11 min auf Rang 36 im U23-Rennen. Im Jahr darauf gewann sie bei den Mittelmeerspielen in Oran in 4:13,37 min die Bronzemedaille im 1500-Meter-Lauf hinter der Französin Aurore Fleury und ihrer Landsfrau Federica Del Buono. Anschließend gelangte sie bei den Europameisterschaften in München mit 4:10,93 min im Finale auf dem zwölften Platz und im Dezember wurde sie bei den Crosslauf-Europameisterschaften in Turin nach 21:40 min 30. im U23-Rennen.
2023 gelangte sie bei den Halleneuropameisterschaften in Istanbul mit 8:53,97 min auf den neunten Platz über 3000 Meter. Im August belegte sie bei den Weltmeisterschaften in Budapest mit 4:01,84 min im Finale den elften Platz über 1500 Meter und kam über 5000 Meter mit 15:32,95 min nicht über den Vorlauf hinaus. Im Jahr darauf erreichte er bei den Hallenweltmeisterschaften in Glasgow mit 8:48,46 min Rang 13 über 3000 Meter. Im Juni wurde sie bei den Europameisterschaften in Rom in 4:35,60 min ebenfalls 13. über 1500 Meter, ehe sie im August bei den Olympischen Sommerspielen in Paris mit 4:03,59 min im Halbfinale ausschied. Im Dezember wurde sie bei den Crosslauf-EM in Antalya nach 26:42 min 19. im Einzelbewerb und sicherte sich in der Teamwertung die Goldmedaille.
2022 wurde Cavalli italienische Meisterin im 1500-Meter-Lauf im Freien sowie 2023 in der Halle. Zudem wurde sie von 2022 bis 2024 Hallenmeisterin über 3000 Meter.

## Persönliche Bestzeiten
- 1500 Meter: 4:01,84 min, 22. August 2023 in Budapest
  - 1500 Meter (Halle): 4:07,01 min, 23. Februar 2024 in Madrid
- Meile: 4:34,85 min, 4. September 2021 in Mailand
  - Meile (Halle): 4:30,15 min, 30. Januar 2024 in Ostrava
- 3000 Meter: 9:19,98 min, 10. Oktober 2020 in Alba
  - 3000 Meter (Halle): 8:44,40 min, 11. Februar 2023 in Metz
- 5000 Meter: 15:08,96 min, 17. Juni 2023 in Wien
- 5-km-Straßenlauf: 15:18 min, 5. April 2024 in Paris
- 3000 m Hindernis: 10:24,41 min, 10. Juli 2018 in Tampere